# A magnézium izotópjai
Magnézium (Mg)

Standard atomtömeg: 24,3050(6) u

## Táblázat
| Az izotóp jele | Z(p)                | N(n)                | Az izotóp tömege (u) | felezési idő     | magspin    | jellemző izotóp- összetétel (móltört) | természetes ingadozás (móltört) |
| Az izotóp jele | gerjesztési energia | gerjesztési energia | gerjesztési energia  | felezési idő     | magspin    | jellemző izotóp- összetétel (móltört) | természetes ingadozás (móltört) |
| -------------- | ------------------- | ------------------- | -------------------- | ---------------- | ---------- | ------------------------------------- | ------------------------------- |
| 19Mg           | 12                  | 7                   | 19,03547(27)         |                  | 1/2‒#      |                                       |                                 |
| 20Mg           | 12                  | 8                   | 20,018863(29)        | 90,8(24) ms      | 0+         |                                       |                                 |
| 21Mg           | 12                  | 9                   | 21,011713(18)        | 122(2) ms        | (5/2,3/2)+ |                                       |                                 |
| 22Mg           | 12                  | 10                  | 21,9995738(14)       | 3,8755(12) s     | 0+         |                                       |                                 |
| 23Mg           | 12                  | 11                  | 22,9941237(14)       | 11,317(11) s     | 3/2+       |                                       |                                 |
| 24Mg           | 12                  | 12                  | 23,985041700(14)     | STABIL           | 0+         | 0,7899(4)                             | 0,78958–0,79017                 |
| 25Mg           | 12                  | 13                  | 24,98583692(3)       | STABIL           | 5/2+       | 0,1000(1)                             | 0,09996–0,10012                 |
| 26Mg           | 12                  | 14                  | 25,982592929(30)     | STABIL           | 0+         | 0,1101(3)                             | 0,10987–0,11030                 |
| 27Mg           | 12                  | 15                  | 26,98434059(5)       | 9,458(12) perc   | 1/2+       |                                       |                                 |
| 28Mg           | 12                  | 16                  | 27,9838768(22)       | 20,915(9) óra    | 0+         |                                       |                                 |
| 29Mg           | 12                  | 17                  | 28,988600(15)        | 1,30(12) s       | 3/2+       |                                       |                                 |
| 30Mg           | 12                  | 18                  | 29,990434(9)         | 335(17) ms       | 0+         |                                       |                                 |
| 31Mg           | 12                  | 19                  | 30,996546(13)        | 230(20) ms       | 3/2+       |                                       |                                 |
| 32Mg           | 12                  | 20                  | 31,998975(19)        | 86(5) ms         | 0+         |                                       |                                 |
| 33Mg           | 12                  | 21                  | 33,005254(21)        | 90,5(16) ms      | 7/2‒#      |                                       |                                 |
| 34Mg           | 12                  | 22                  | 34,00946(25)         | 20(10) ms        | 0+         |                                       |                                 |
| 35Mg           | 12                  | 23                  | 35,01734(43)#        | 70(40) ms        | (7/2‒)#    |                                       |                                 |
| 36Mg           | 12                  | 24                  | 36,02300(54)#        | 3,9(13) ms       | 0+         |                                       |                                 |
| 37Mg           | 12                  | 25                  | 37,03140(97)#        | 40# ms [>260 ns] | 7/2‒#      |                                       |                                 |
| 38Mg           | 12                  | 26                  | 38,03757(54)#        | 1# ms [>260 ns]  | 0+         |                                       |                                 |
| 39Mg           | 12                  | 27                  | 39,04677(55)#        | <260 ns          | 7/2‒#      |                                       |                                 |
| 40Mg           | 12                  | 28                  | 40,05393(97)#        | 1# ms            | 0+         |                                       |                                 |

## Fordítás
- Ez a szócikk részben vagy egészben  az   Isotopes of magnesium című angol Wikipédia-szócikk ezen változatának fordításán alapul.  Az eredeti cikk szerkesztőit annak laptörténete sorolja fel. Ez a jelzés csupán a megfogalmazás eredetét és a szerzői jogokat jelzi, nem szolgál a cikkben szereplő információk forrásmegjelöléseként.